# Diaethria conjuncta
Diaethria conjuncta är en fjärilsart som beskrevs av Percy I. Lathy. Diaethria conjuncta ingår i släktet Diaethria och familjen praktfjärilar. Inga underarter finns listade i Catalogue of Life.